# Gymnodactylus guttulatus
Espèce
Gymnodactylus guttulatus est une espèce de geckos de la famille des Phyllodactylidae.

## Répartition
Cette espèce est endémique du Minas Gerais au Brésil. Elle se rencontre dans la Serra do Espinhaço.

## Publication originale
- Vanzolini, 1982 : A new Gymnodactylus from Minas Gerais, Brasil, with remarks on the genus on the area and on the montane endemisms in Brasil (Sauria, Gekkonidae). Papeis Avulsos de Zoologia (Sao Paulo), vol. 34, no 29, p. 403-413.